# Haematopota beringeri
Haematopota beringeri är en tvåvingeart som beskrevs av Austen 1912. Haematopota beringeri ingår i släktet Haematopota och familjen bromsar. Inga underarter finns listade i Catalogue of Life.